# Kevin Gerwin

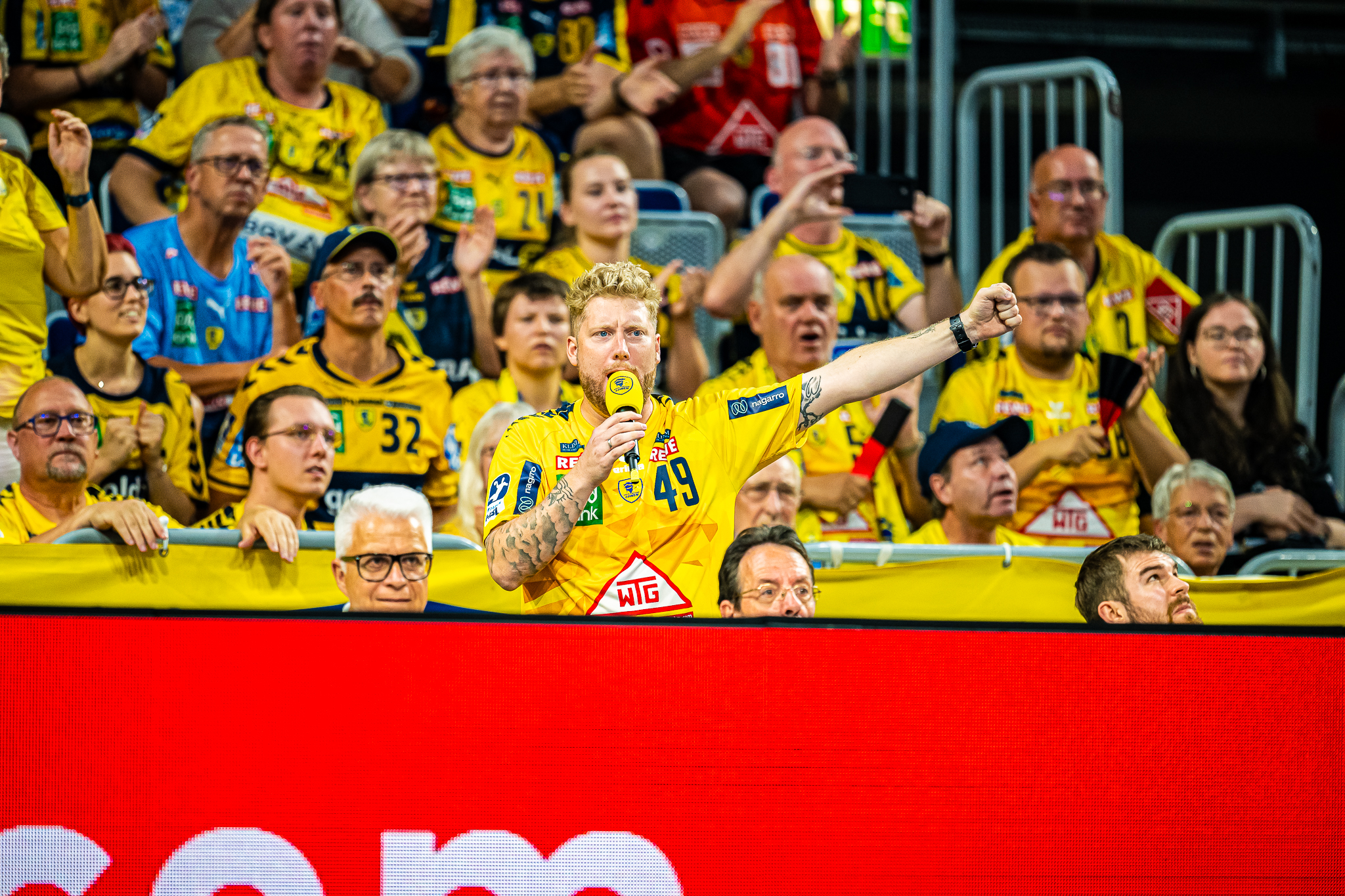
Kevin Gerwin in der SAP-Arena (2024)

Kevin Gerwin (* 16. März 1987 in Hamm) ist ein deutscher Fernsehmoderator, Hallensprecher, Sportkommentator und Komiker.

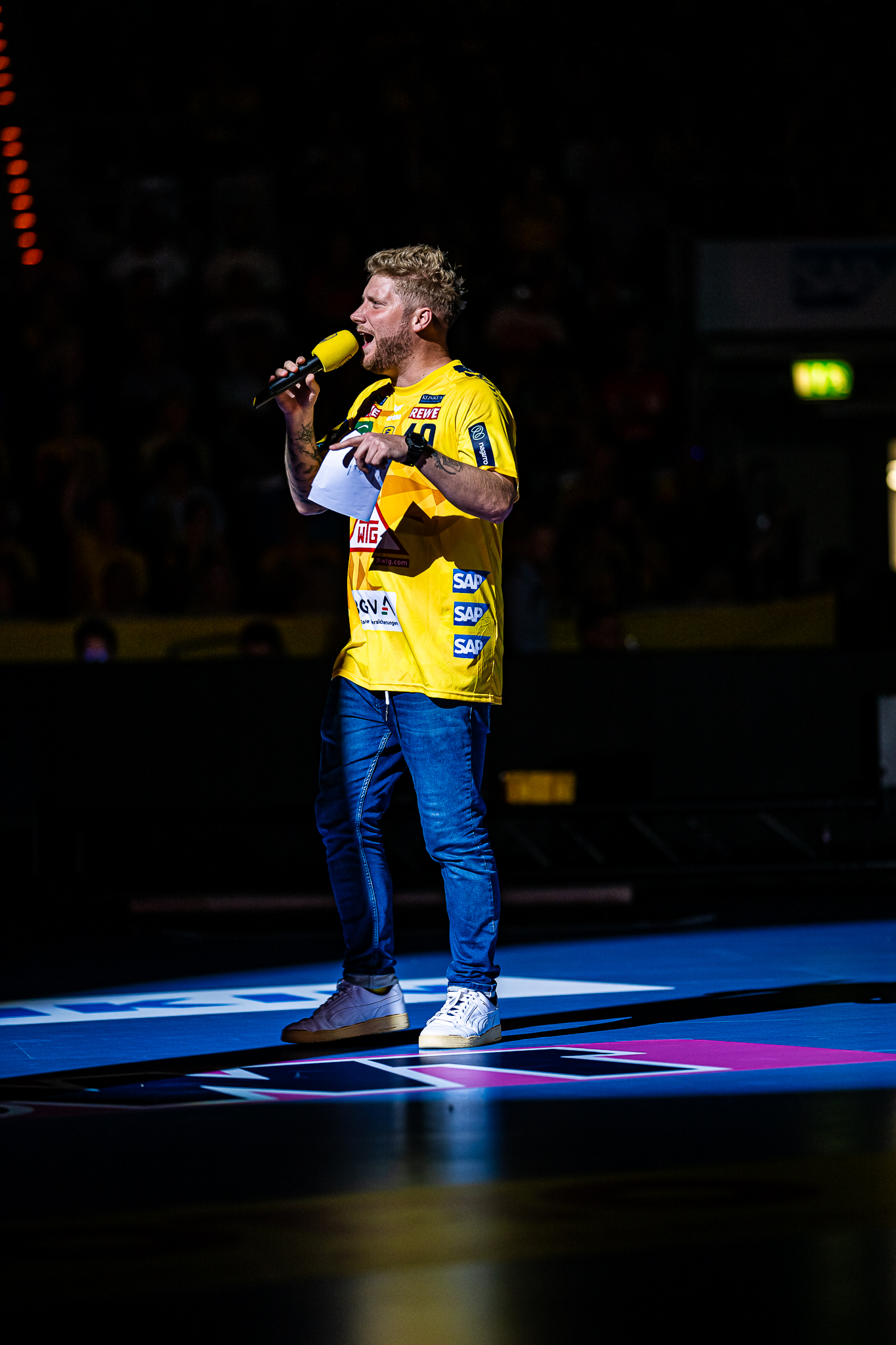
Kevin Gerwin in der SAP-Arena (2024)

## Leben
Gerwin wuchs in Hamm-Uentrop auf und lebt mittlerweile in Weingarten (Baden).

## TV-Moderator
2017 kommentierte Kevin Gerwin für SAT 1 „Paul Panzers Comedy Spieleabend“. Im Februar 2018 moderierte Gerwin „Die Comedy Show“ am Samstagabend auf ProSieben. Seit Sommer 2018 ist er als TV-Moderator von Sport-Liveübertragungen beim Pay-TV-Sender Magenta Sport tätig. In den ersten beiden Staffeln der RTL-Sendung „Darf er das? LIVE! Die Chris Tall Show“ war Gerwin mehrfach als Gastmoderator für verschiedene Live-Challenges zu sehen.
2019 war Gerwin dann bei „Genial daneben“ zu Gast. Im folgenden Jahr war er bei den Einspielern für „Mario Barth deckt auf“ bei RTL tätig und drehte dort mit Oliver Pocher und Laura Wontorra.
Zum Start des Streaming Anbieters DYN bekam Kevin Gerwin 2023 ein eigenes Format. Er moderierte dort „DYN Overtime“ und begrüßte dort Gäste wie Andi Wolff oder David Späth.

## Sportkommentator
Von 2010 bis Ende 2017 kommentierte Gerwin bei Spielen des Karlsruher SC für den Karlsruher Radiosender Die neue Welle. 2016 war er erstmals als TV-Kommentator für RTL bei der 4-stündigen Eventshow „Die Kirmeskönige“ zusammen mit Hella von Sinnen und Hugo Egon Balder zu sehen. Im Juni 2017 war er bei zwei Liveshows der RTL Sendung „Wollen wir wetten ?! – Bülent gegen Chris“ Kommentator. Für SAT.1 kommentiert Gerwin seit 2019 „Fittest Family Germany“.

## Radio
Gerwin startete seine Radiokarriere als Praktikant bei Radio Lippe Welle Hamm. 2008 ging Gerwin nach Berlin, um beim Hörfunksender Jam FM als Volontär die Morgenshow „Black Coffee“ zu moderieren. Von 2009 bis 2017 arbeitete er in Karlsruhe für den Privatsender Die neue Welle, dort arbeitete er hauptsächlich als Sportkommentator und moderierte die „Kevin Gerwin Late Night Show“.

## Stadionsprecher
Gerwin übernahm 2010 das Amt des Hallensprechers bei der BG Karlsruhe in der 2. Basketball-Bundesliga. Ein Jahr später stieß er zum Stadionsprecher-Team des Karlsruher SC. Dort moderiert er unter anderem die „Fanecke“ in der Halbzeit.
Seit 2013 ist Gerwin Hallensprecher bei den Rhein-Neckar Löwen in der Handball-Bundesliga. Die Löwen tragen ihre Heimspiele in der SAP Arena in Mannheim und im SNP Dome in Heidelberg aus. Sein erstes Spiel für die Rhein-Neckar Löwen moderierte er am 27. April 2013 im EHF-Pokal-Viertelfinale gegen den SC Magdeburg. Nach dem Spiel bezeichnete Löwen-Trainer Guðmundur Guðmundsson seine Leistung in den Medien als „einzigartig“ und „Weltklasse“. Gerwin moderiert für den Verein auch diverse weitere Veranstaltungen und den Podcast Löwenfunk. Beim letzten Saisonspiel im Juni 2023 wurde er für sein zehnjähriges Jubiläum als „Stimme der Löwen“ geehrt.
Seit Jahresbeginn 2018 ist er außerdem Hallensprecher bei den Länderspielen des DHB. Im Januar 2019 war Gerwin als Hallensprecher für alle Spiele der deutschen Handballnationalmannschaft bei der Handball-Weltmeisterschaft der Männer bis zum Halbfinale in den Arenen in Berlin, Köln und Hamburg tätig. Bis 2024 war er 27 mal für den DHB tätig, damit ist er der Hallensprecher mit den meisten Einsätzen.
Weiterhin ist er seit 2021 Stadionsprecher der Vierschanzentournee in Oberstdorf. 2022 kam noch die Aufgabe als Hallensprecher beim Basketball der MLP Academics in Heidelberg dazu.
2024 startete die Icon League, eine deutsche Hallenfußball Liga, die auf Twitch übertragen wird. Kevin Gerwin fungiert dort als Stadionsprecher. Die Spiele fanden im Düsseldorfer Castello statt, das Finale dann im SAP Garden in München.

## Comedy
Seine Comedykarriere startete Gerwin 2009 in der Talentschmiede des Quatsch Comedy Clubs, die von Cindy aus Marzahn moderiert wurde. Er schaffte es ins Jahresfinale der Show. Auch in der Talentshow von NightWash schaffte es Gerwin ins Halbfinale. Einem breiten weltweiten Publikum wurde Gerwin im Herbst 2010 bekannt, als er für ein YouTube-Video eine Festnahme durch einen Polizeibeamten provozierte. Er widersetzte sich der Festnahme mit einem Dildo. Speziell in den Vereinigten Staaten entpuppte sich das Video als voller Erfolg. 2014 trat Gerwin beim RTL Comedy Grand Prix auf. Seit der ersten Staffel der RTL-Sendung Geht’s noch?! Kayas Woche ist Gerwin außerdem Teil des Comedy-Teams von Kaya Yanar.

## Musik
Zur Fußball-Weltmeisterschaft der Frauen 2011 veröffentlichte Gerwin seinen Song „Schlandine“. Mit dem Song trat er bei Daheim + unterwegs live im WDR-Fernsehen auf. Der Song erschien außerdem auf der EMI-Compilation „Super Deutschland – Die Hits für unsere Sommermädchen“ und der Universal-Music-Group-Compilation „20ELF – Die Ultimative Fußballparty“. Inspiriert durch Gerwins Song, entschloss sich eine Gießener Textilfirma, Fanartikel mit dem „Schlandine“-Schriftzug zu veröffentlichen.